# 미야마역
미야마역(일본어: 美山駅)은 일본 후쿠이현 후쿠이시에 위치한 서일본 여객철도 에쓰미호쿠 선의 철도역이다. 섬식 승강장 1면 2선의 구조를 갖춘 지상역이다.

## 타는 곳
| 역사쪽 | ■ 에쓰미호쿠 선 | 하행 | 구즈류코 방면 |
| 반대쪽 | ■ 에쓰미호쿠 선 | 상행 | 후쿠이 방면   |

## 역 주변
- 국도 제158호선
- 후쿠이 시립 미야마 도서관
- 후쿠이 시청 미야마 종합지소

## 역사
- 1960년 12월 15일 : 에쓰미호쿠 선이 가도하라역까지 개업했던 때에 설치.
- 1987년 4월 1일 : 일본국유철도 분할 민영화에 의해, 서일본 여객철도가 승계.
- 2004년
  - 7월 18일 : 폭우에 의해 에쓰미호쿠 선 전 노선 운행 중지.
  - 9월 11일 : 이 역과 에치젠오노역 간에 운행 재개. 이후 이 역부터 이치조다니 역 까지의 재개까지, 에치젠토고 행 대행버스가 역 앞에 도착. 또한, 2005년 6월부터 서일본 JR 버스가 대행 버스 운행을 담당했기 때문에, 역 구내의 창고 및 도로 방향의 토지를 이용해, 가나자와 영업소 미야마 출장소를 개설함.
- 2007년 6월 30일 : 마지막까지 운행이 개통되지 않았던 이치조다니 역까지의 복구가 완료되어, 3년 동안 에쓰미호쿠 선 전면 운행을 재개.

## 인접 역
| 서일본 여객철도 에쓰미호쿠 선       | 서일본 여객철도 에쓰미호쿠 선 | 서일본 여객철도 에쓰미호쿠 선 |
| ----------------------------------- | ----------------------------- | ----------------------------- |
| 고와쇼즈 후쿠이 · 에치젠하난도 방면 | ■ 구즈류코 선                 | 에치젠야쿠시 구즈류코 방면    |